# Rallye de Grande-Bretagne 1981
Le Rallye de Grande-Bretagne 1981 (37th Lombard RAC Rally), disputé du 22 au 25 novembre 1981, est la quatre-vingt-dix-neuvième manche du championnat du monde des rallyes (WRC) courue depuis 1973 et la douzième et dernière manche du championnat du monde des rallyes 1981.

## Contexte avant la course

### Le championnat du monde
Ayant succédé en 1973 au championnat international des marques (en vigueur de 1970 à 1972), le championnat du monde des rallyes se dispute sur une douzaine de manches, dont les plus célèbres épreuves routières internationales, telles le Rallye Monte-Carlo, le Safari ou le RAC Rally. Parallèlement au championnat des constructeurs, la Commission Sportive Internationale (CSI) a depuis 1979 créé un véritable championnat des pilotes qui fait suite à la controversée Coupe des conducteurs instaurée en 1977, dont le calendrier incluait des épreuves de second plan. Pour la saison 1981, la CSI a une nouvelle fois exclu la manche suédoise du championnat constructeurs, cette épreuve comptant uniquement pour le classement des pilotes, tout comme le Rallye du Brésil promu cette année au rang mondial. Huit des douze manches du calendrier se disputent en Europe, deux en Afrique et deux en Amérique du Sud. Elles sont réservées aux voitures des catégories suivantes :
- Groupe 1 : voitures de tourisme de série
- Groupe 2 : voitures de tourisme spéciales
- Groupe 3 : voitures de grand tourisme de série
- Groupe 4 : voitures de grand tourisme spéciales

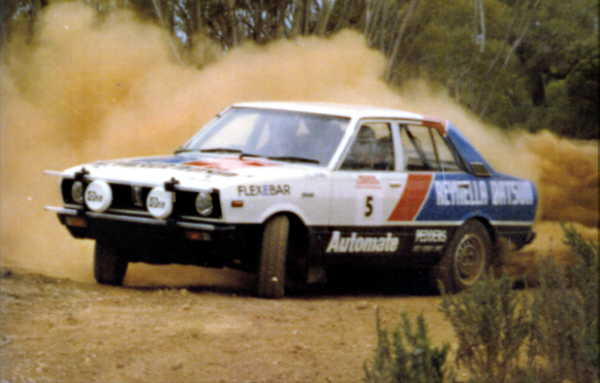
Les chances de Datsun de remporter le titre des constructeurs sont minces, le constructeur japonais devant impérativement s'imposer en Grande-Bretagne pour y parvenir.

La dernière épreuve de la saison va décider de l'attribution des titres mondiaux. Bien que ne comptant qu'un seul succès (victoire de Guy Fréquelin en Argentine), Talbot domine le championnat des constructeurs grâce à l'excellente fiabilité de sa Sunbeam Lotus, dominatrice en groupe 2, capable en certaines occasions de rivaliser avec les meilleures voitures du groupe 4. Ayant remporté les deux manches africaines, Datsun compte encore une petite chance de remporter le titre, le constructeur japonais devant impérativement gagner en Grande-Bretagne pour y parvenir, à condition toutefois qu'aucune Talbot ne termine dans les sept premiers. Côté conducteurs, Fréquelin compte huit points d'avance sur Ari Vatanen (qui a imposé sa Ford Escort à trois reprises cette année), mais le pilote français devra faire mieux que sixième pour accroître son score, devant alors, contrairement à son rival finlandais, décompter un de ses résultats. En pratique, il faut et il suffit à Vatanen de terminer dans les cinq premiers tout en devançant son adversaire pour être sacré champion du monde.

#### Chances des prétendants au titre
- Datsun est champion du monde des constructeurs si :
- Une voiture de la marque japonaise gagne le rallye RAC et Talbot termine au delà de la septième place au classement général, quel que soit son classement en groupe 2.
- Une voiture de la marque japonaise gagne le rallye RAC et Talbot termine au delà de la sixième place au classement général et au delà de la seconde place du groupe 2.
- Une voiture de la marque japonaise gagne le rallye RAC et Talbot termine au delà de la cinquième place au classement général et au delà de la troisième place du groupe 2.

- Dans tous les autres cas de figure, Talbot remporte le titre constructeurs.
- Vatanen est champion du monde des pilotes si :
- Il remporte le rallye RAC, quel que soit le résultat de Fréquelin.
- Il termine second du rallye RAC derrière un autre pilote que Fréquelin.
- Il termine troisième, quatrième ou cinquième du rallye RAC mais devant Fréquelin.

- Dans tous les autres cas de figure, Fréquelin est champion du monde des conducteurs.

### L'épreuve
Créé dans les années 1930, le « RAC Rally » est rapidement passé du stade d'épreuve d'orientation et de maniabilité à celui d'épreuve de vitesse ; ce fut l'une des premières courses automobiles à adopter, dès 1960, un classement s'appuyant sur des épreuves chronométrées. Son parcours (principalement sur terre) est secret, l'itinéraire n'étant connu des concurrents qu'au moment du départ, et ne pouvant dès lors pas être préalablement reconnu par les équipages. Cette spécificité met en avant les qualités d'improvisation des pilotes, le rôle du copilote se limitant à la navigation. Invaincues de 1972 à 1979, les Ford Escort ont perdu leur souveraineté en 1980, devancées par la Sunbeam Lotus d'Henri Toivonen.

## Le parcours
- départ : 22 novembre 1981 de Chester
- arrivée : 25 novembre 1981 à Chester

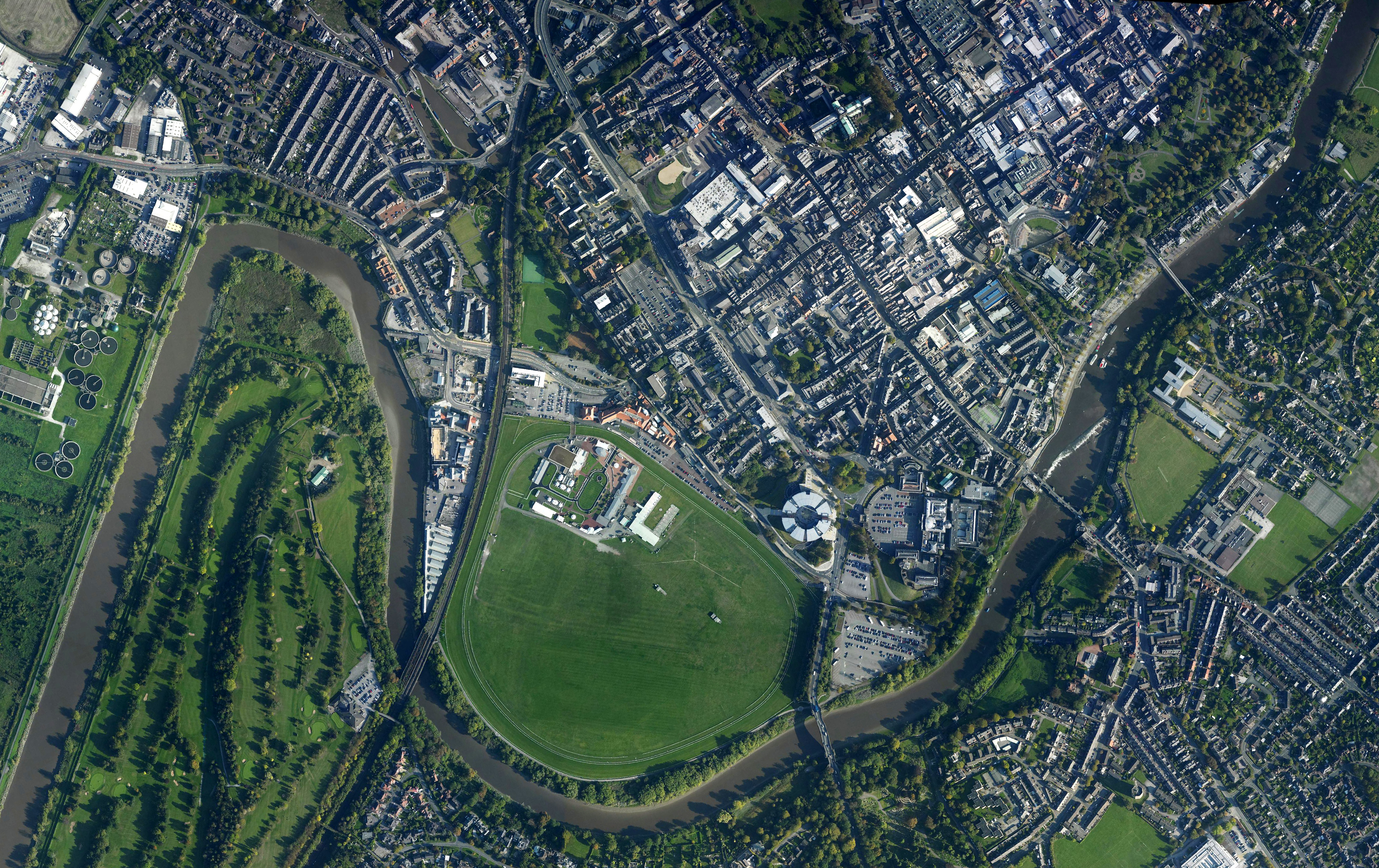
Chester, point central du RAC 1981.

- distance : 2 850 km dont 747 km sur 65 épreuves spéciales
- surface : majoritairement terre
- Parcours divisé en deux étapes[3]

### Première étape
- Chester - Carlisle - Washington - Chester, du 22 au 23 novembre
- 33 épreuves spéciales

### Deuxième étape
- Chester - Brecon - Llandudno - Chester, du 24 au 25 novembre
- 32 épreuves spéciales

## Les forces en présence
- Audi

Audi Sport a engagé deux coupés Quattro groupe 4 pour Hannu Mikkola et Michèle Mouton. Ce sont les seules voitures du plateau à disposer d'une transmission intégrale, concept adopté pour la première fois sur une voiture de grand tourisme. Animées par un moteur cinq cylindres de 2144 cm3 à injection directe, suralimenté par un turbo-compresseur KKK, elles disposent d'environ 330 chevaux pour un poids de l'ordre de 1100 kg. Elles utilisent des pneus Kleber.
- Datsun

Bien que jouant le titre mondial, le constructeur japonais n'a engagé qu'un seul équipage de pointe, Timo Salonen disposant de son habituelle Violet GT groupe 4 (moteur deux litres à seize soupapes, 240 chevaux), la seconde voiture officielle étant une Bluebird turbo groupe 2, confiée à Andy Dawson. Le pilote privé Sören Nilsson s'aligne sur une 160J groupe 4 de 230 chevaux. Les Datsun sont chaussées de pneus Dunlop.
- Ford

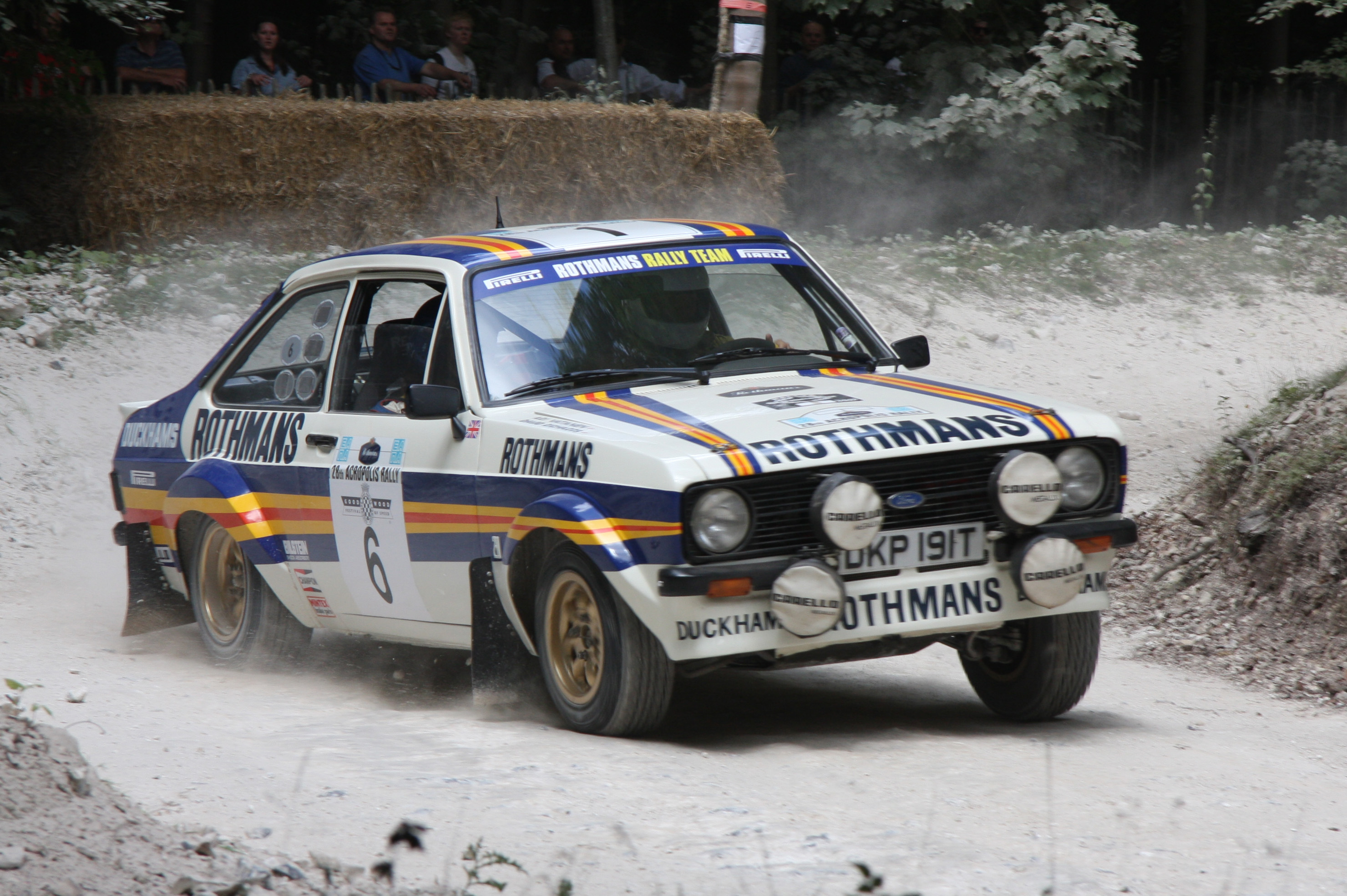
Une Ford Escort RS1800 groupe 4 aux couleurs Rothmans.

L'équipe Rothmans aligne trois Escort RS1800 groupe 4, Ari Vatanen étant épaulé par Pentti Airikkala et Malcolm Wilson. Préparées chez David Sutton, elles disposent d'un moteur deux litres alimenté par injection, développant 265 chevaux à 8500 tr/min et pèsent environ une tonne. L'ancien champion britannique Roger Clark dispose d'un modèle identique (engagé par M.C.D. Services) et de nombreux pilotes indépendants, dont Lasse Lampi. Ils utilisent des pneus Pirelli. La marque est également bien représentée en groupe 1, avec notamment Mikael Sundströmet Terry Pankhurst sur des Escort RS2000 de série.
- Lancia

L'écurie Chardonnet a confié à Markku Alén la Stratos HF groupe 4 habituellement pilotée par Bernard Darniche en championnat de France. Motorisée par un V6 Dino de 2400 cm3 monté en position centrale arrière, cette voiture de 980 kg dispose d'une puissance de 280 chevaux. Elle est équipée de pneus Pirelli.
- Mazda

L'équipe TWR Mazda Motorsport a engagé une Mazda RX-7 groupe 2 pour le Néo-Zélandais Rod Millen, champion d'Amérique du Nord sur un modèle de ce type. Ce coupé pèse environ une tonne et est équipé d'un moteur rotatif (deux rotors de 573 cm3) en position longitudinale avant, développant 240 chevaux à 9000 tr/min. Il est chaussé de pneus Michelin.
- Mitsubishi

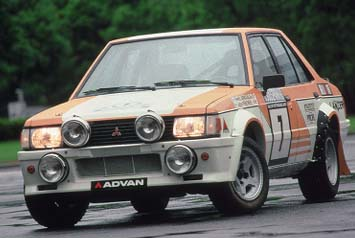
La Mitsubishi Lancer Turbo Groupe 4.

La marque aux trois diamants aligne trois Lancer Turbo groupe 4 pour Anders Kulläng, Andrew Cowan et Antero Laine. Apparue lors du dernier Rallye de l'Acropole, cette berline à transmission classique pèse 1040 kg ; son moteur quatre cylindres seize soupapes de deux litres de cylindrée, à injection électronique Bosch, est suralimenté par un turbocompresseur développé en interne. La puissance maximale est de 280 chevaux à 7000 tr/min. C’est le manufacturier Advan (sous-marque de Yokohama) qui assure la monte pneumatique.
- Opel

Le Dealer Opel Team a engagé deux Ascona 400 groupe 4 (1050 kg, moteur quatre cylindres de 2420 cm3 développé chez Cosworth, 240 chevaux) pour Jimmy McRae et Malcolm Patrick. Soutenu par Opel Team Sweden, le champion de Suède Björn Johansson dispose d'un modèle identique. Tous trois ont des pneus Michelin.
- Renault

Renault Sport a engagé deux Renault 5 Turbo groupe 4 pour Jean Ragnotti et Bruno Saby. Ces voitures d'environ 900 kg sont équipées d'un moteur quatre cylindres de 1397 cm3 à injection Bosch K-Jetronic, suralimenté par un turbocompresseur Garrett T3 et placé en position centrale arrière. Pour cette course, Ragnotti dispose de 250 chevaux pour cette course, son coéquipier de seulement 200 (version compétition client). Ils utilisent des pneus Michelin.
- Talbot

Une place d'honneur étant suffisante pour lui assurer le titre constructeurs, Talbot a assuré ses arrières en engageant quatre Sunbeam Lotus groupe 2, Guy Fréquelin et Henri Toivonen étant épaulés par l'expérimenté Stig Blomqvist et par Russell Brookes, un spécialiste du championnat britannique. Victorieuse l'année précédente, la Talbot Lotus bénéficie d'un excellent rapport poids/puissance, son moteur quatre cylindres seize soupapes de 2200 cm3 alimenté par deux carburateurs double-corps développant 250 chevaux, la voiture pesant environ une tonne. Michelin est le fournisseur officiel de la marque.
- Toyota

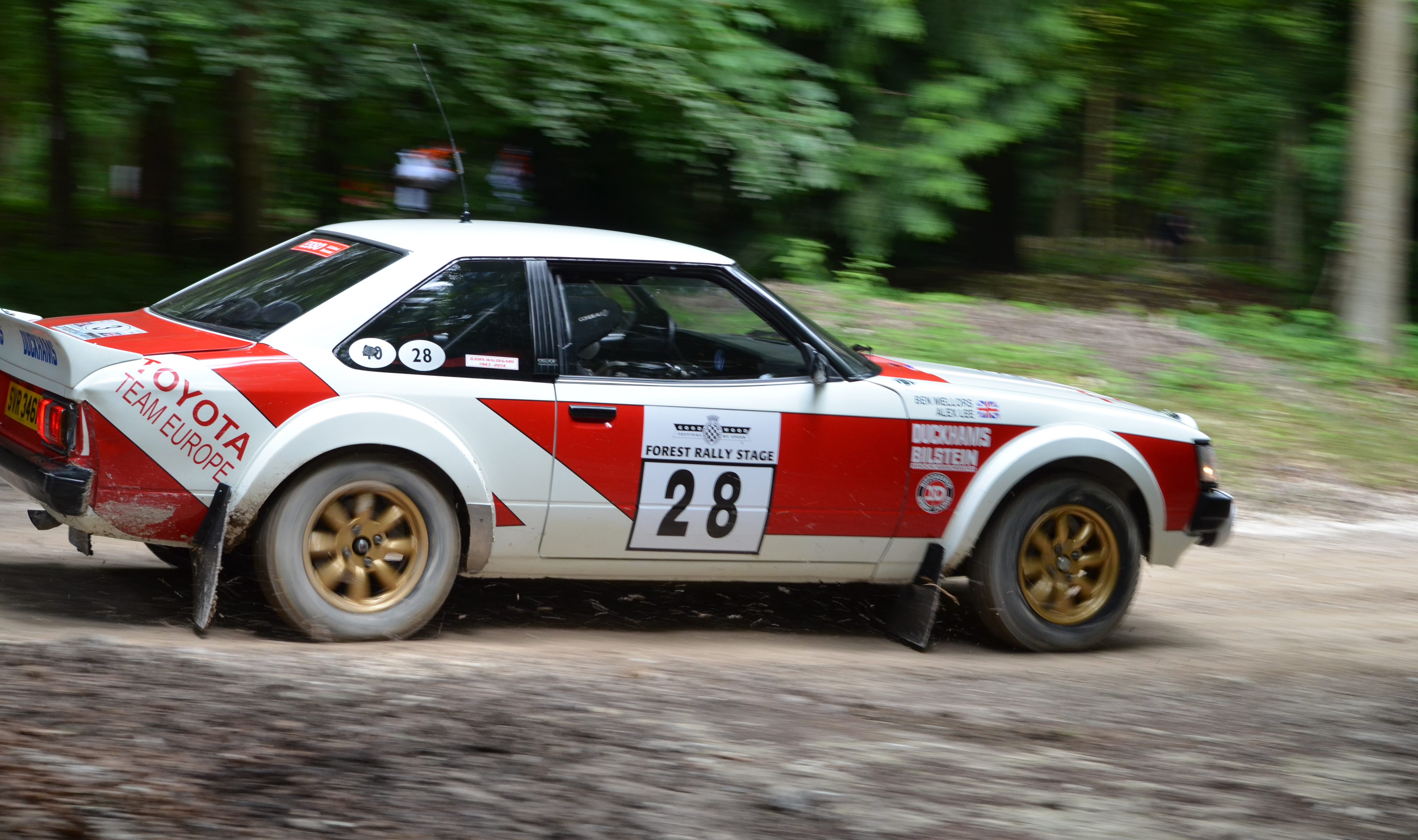
Un coupé Toyota Celica Groupe 4.

Le Toyota Team Europe a préparé deux coupés Celica 2000 GT groupe 4, confiés à Björn Waldegård, Per Eklund. Ces voitures de plus d'une tonne sont équipés d'un moteur quatre cylindres deux litres à seize soupapes, alimenté par deux carburateurs Weber double-corps, d'une puissance supérieure à 230 chevaux. Terry Kaby pilote un modèle identique, engagé par la filiale britannique du constructeur. Les pneus utilisés sont des Pirelli.
- Triumph

L'Américain John Buffum s'aligne sur sa Triumph TR7 V8 groupe 4 (1070 kg, moteur V8, 3528 cm3, 310 chevaux). Il utilise des pneus BF Goodrich.
- Vauxhall

Le Dealer Team Vauxhall a engagé une Chevette HSR groupe 4 pour Tony Pond. Chaussée de pneus Dunlop, cette voiture d'environ une tonne est équipée d'un moteur quatre cylindres de 2279 cm3 alimenté par deux carburateurs double-corps, la puissance maximale s'élevant à 240 chevaux à 7200 tr/min. Malgré sa conception ancienne, l'agile Chevette reste une redoutable concurrente sur les chemins britanniques.

## Déroulement de la course

### Première étape

#### Chester - Washington

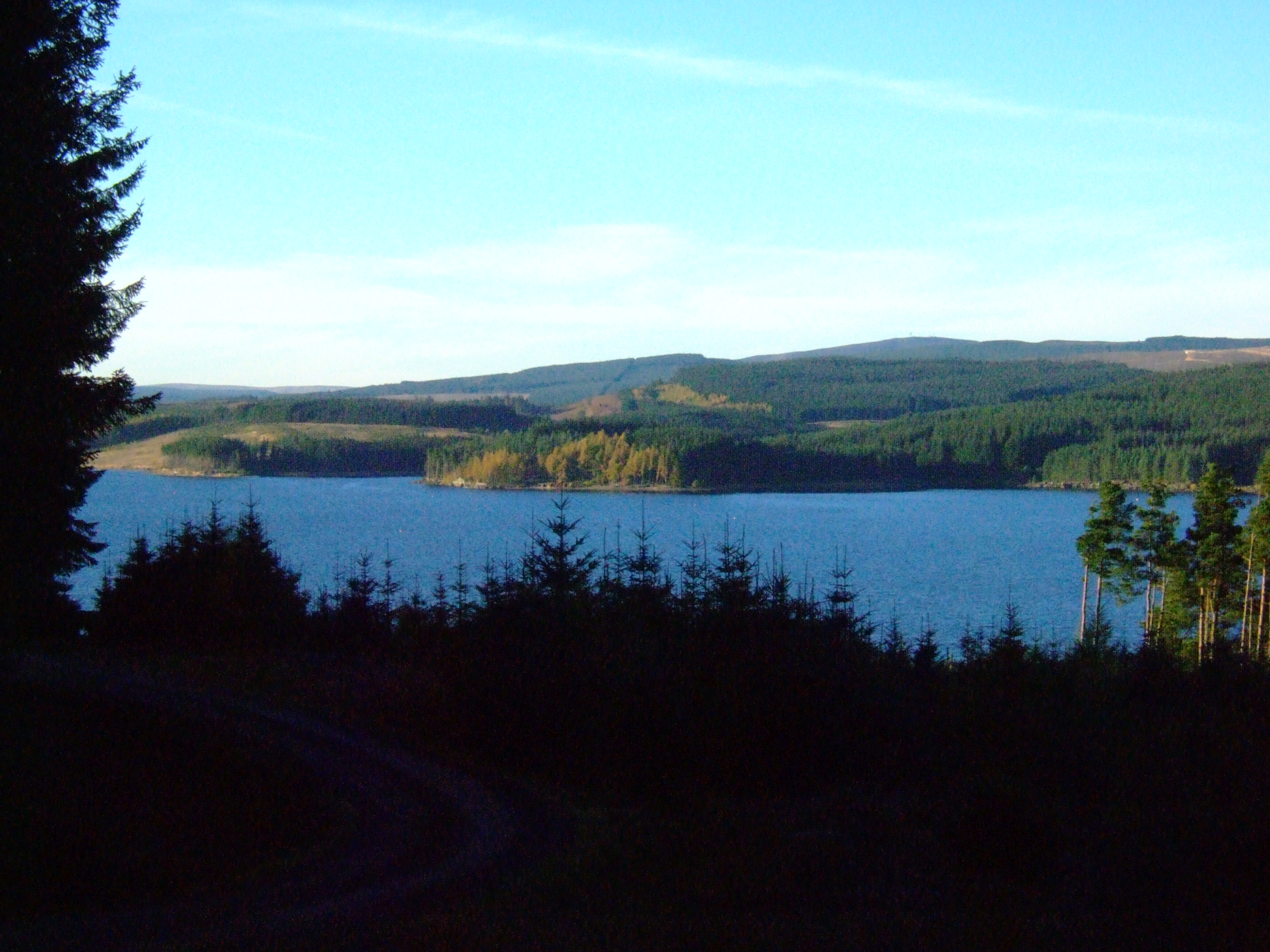
La forêt de Kielder, secteur difficile dans lequel Mikkola s'est forgé une avance décisive.

Les équipages s’élancent de Chester le dimanche matin, à partir de huit heures, en direction du nord. Devancé par la Vauxhall Chevette de Tony Pond et l'Opel Ascona de Jimmy McRae dans la première épreuve spéciale, Hannu Mikkola s'empare du commandement dès le secteur suivant, au volant de son Audi Quattro. Le pilote finlandais augmente rapidement son avance sur ses poursuivants, Pond se trouvant relégué à près d'une minute à l'issue du sixième secteur chronométré. Sur la seconde Audi, Michèle Mouton pointe à la troisième place, juste devant la Lancia Stratos de Markku Alén et l'Opel de McRae. Cependant, dans la partie nord de Grizedale, Mikkola se met sur le toit ; l'Audi est pratiquement intacte, mais le Finlandais perd plus d'une minute avant de pouvoir reprendre la course et pour quelques secondes cède le commandement à Pond. Henri Toivonen, qui occupait la dixième place au volant de sa Talbot, est également sorti de la route dans ce secteur, tout comme son coéquipier Russell Brookes. Toivonen y concède près de trois minutes et plonge au delà de la vingtième place ; il repart néanmoins sans difficulté majeure, contrairement au Britannique dont la voiture ne peut redémarrer. Michèle Mouton réalise le meilleur temps dans la spéciale de Comb, délogeant Mikkola de la seconde place, mais celui-ci reprend aussitôt l'avantage sur sa coéquipière. Pond se maintient un moment en tête mais dans la onzième épreuve spéciale Mikkola reprend plus de vingt secondes à tous ses adversaires et retrouve le commandement de la course. Le pilote finlandais va dès lors creuser rapidement l'écart sur ses poursuivants. Dans la forêt de Kielder, il leur prend plus d'une seconde au kilomètre. Pond compte désormais plus de deux minutes et demie de retard et se trouve sous la menace directe d'Ari Vatanen (auteur d'une belle remontée au volant de sa Ford Escort) et de Michèle Mouton, ces trois pilotes se tenant en deux secondes. Ils précèdent de près d'une minute la Datsun de Timo Salonen, alors que Toivonen est remonté à la septième place, juste derrière Alén. En début de nuit, Vatanen déborde Pond et s'empare de la seconde place. Peu après, Datsun perd ses dernières chances de conquérir le titre mondial lorsque Salonen se retrouve à court de carburant dans le secteur de Rooken, perdant plus d'un quart d'heure et toute chance de bien figurer, chutant à la vingt-septième place du classement général. Régulièrement aux avant-postes, Toivonen poursuit sa remontée et se retrouve bientôt en troisième position, ayant dépassé Mouton puis Pond. Mais, alors qu'il est revenu à une trentaine de secondes de Vatanen, le pilote Talbot doit renoncer, moteur cassé sur le parcours de liaison aux alentours de Langholm. Son compatriote Alén n'ira guère plus loin : dans le secteur de Kershope, ralenti par une crevaison, il s’écarte pour laisser le passage à la Talbot de Guy Fréquelin, s'embourbe, endommageant une jante et le circuit de freinage de sa Lancia Stratos ; il doit renoncer, alors qu'il occupait une prometteuse cinquième place. C'est avec plus de trois minutes d'avance sur Vatanen et près de cinq sur Pond que Mikkola rallie le parc fermé de Washington, en début de matinée. Michèle Mouton occupe la quatrième place, devant McRae et la Talbot de Stig Blomqvist, en tête du groupe 2 devant son coéquipier Fréquelin, la marque franco-britannique étant pratiquement assurée de remporter le titre constructeurs après les déboires rencontrés par Salonen, qui n'occupe que la seizième place.

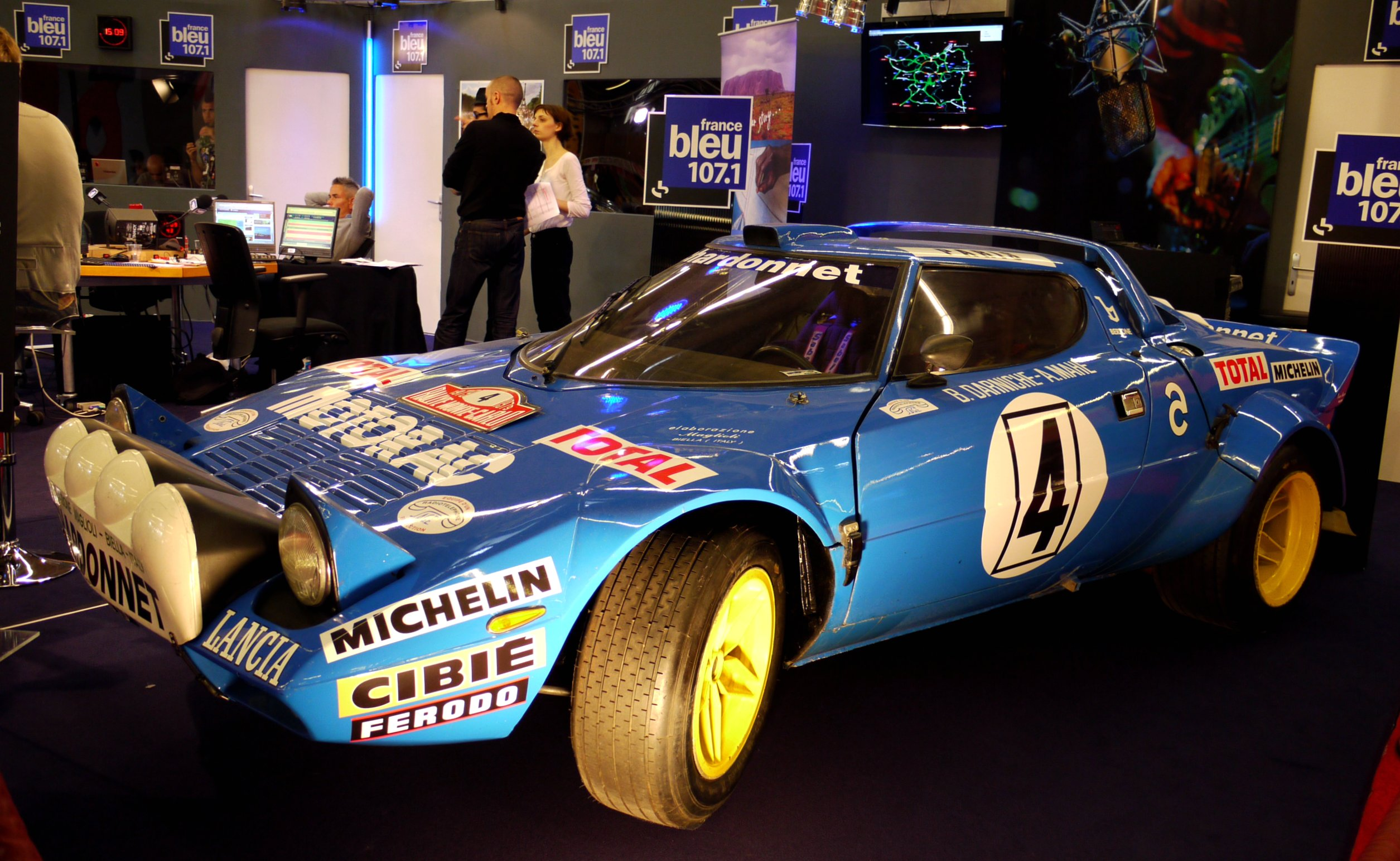
La Lancia Stratos de l'écurie Chardonnet avait été prêtée à Markku Alén, qui rêvait de la mener à la victoire au RAC. Le champion finlandais dut cependant renoncer peu avant la halte de Washington.

| Pos. | Pilote            | Copilote              | Voiture                    | Groupe | Temps           | Écart         |
| ---- | ----------------- | --------------------- | -------------------------- | ------ | --------------- | ------------- |
| 1    | Hannu Mikkola     | Arne Hertz            | Audi Quattro               | 4      | 3 h 04 min 03 s |               |
| 2    | Ari Vatanen       | David Richards        | Ford Escort RS1800         | 4      | 3 h 07 min 15 s | + 3 min 18 s  |
| 3    | Tony Pond         | Michael Nicholson     | Vauxhall Chevette 2300 HSR | 4      | 3 h 08 min 53 s | + 4 min 50 s  |
| 4    | Michèle Mouton    | Fabrizia Pons         | Audi Quattro               | 4      | 3 h 11 min 05 s | + 7 min 02 s  |
| 5    | Jimmy McRae       | Ian Grindrod          | Opel Ascona 400            | 4      | 3 h 12 min 59 s | + 8 min 56 s  |
| 6    | Stig Blomqvist    | Björn Cederberg       | Talbot Sunbeam Lotus       | 2      | 3 h 13 min 50 s | + 9 min 57 s  |
| 7    | Guy Fréquelin     | Jean Todt             | Talbot Sunbeam Lotus       | 2      | 3 h 14 min 04 s | + 10 min 01 s |
| 8    | Pentti Airikkala  | Phil Short            | Ford Escort RS1800         | 4      | 3 h 15 min 31 s | + 11 min 28 s |
| 9    | Per Eklund        | Ragnar Spjuth         | Toyota Celica 2000 GT      | 4      | 3 h 16 min 33 s | + 12 min 30 s |
| 10   | Jean Ragnotti     | Martin Holmes         | Renault 5 Turbo            | 4      | 3 h 16 min 46 s | + 12 min 43 s |
| 11   | Anders Kulläng    | Bruno Berglund        | Mitsubishi Lancer Turbo    | 4      | 3 h 18 min 38 s | + 14 min 35 s |
| 12   | Sören Nilsson     | Anders Olsson         | Datsun 160J PA10           | 4      | 3 h 19 min 40 s | + 15 min 37 s |
| 13   | Terry Kaby        | Arthur Rob            | Toyota Celica 2000 GT      | 4      | 3 h 22 min 19 s | + 18 min 16 s |
| 14   | John Buffum       | Neil Wilson           | Triumph TR7 V8             | 4      | 3 h 23 min 07 s | + 19 min 04 s |
| 15   | Willie Rutherford | John Brown            | Ford Escort RS1800         | 4      | 3 h 23 min 46 s | + 19 min 43 s |
| 16   | Timo Salonen      | Seppo Harjanne        | Datsun Violet GT           | 4      | 3 h 24 min 46 s | + 20 min 43 s |
| 17   | Lasse Lampi       | Pentti Kuukkala       | Ford Escort RS1800         | 4      | 3 h 25 min 12 s | + 21 min 09 s |
| 18   | Francis Tuthill   | Felicity Golding-Kerr | Ford Escort RS1800         | 4      | 3 h 25 min 15 s | + 21 min 12 s |
| 19   | Andrew Cowan      | Derek Tucker          | Mitsubishi Lancer Turbo    | 4      | 3 h 27 min 16 s | + 23 min 13 s |
| 20   | Andy Dawson       | Kevin Gormley         | Datsun Bluebird Turbo      | 4      | 3 h 27 min 32 s | + 23 min 29 s |

#### Washington - Chester

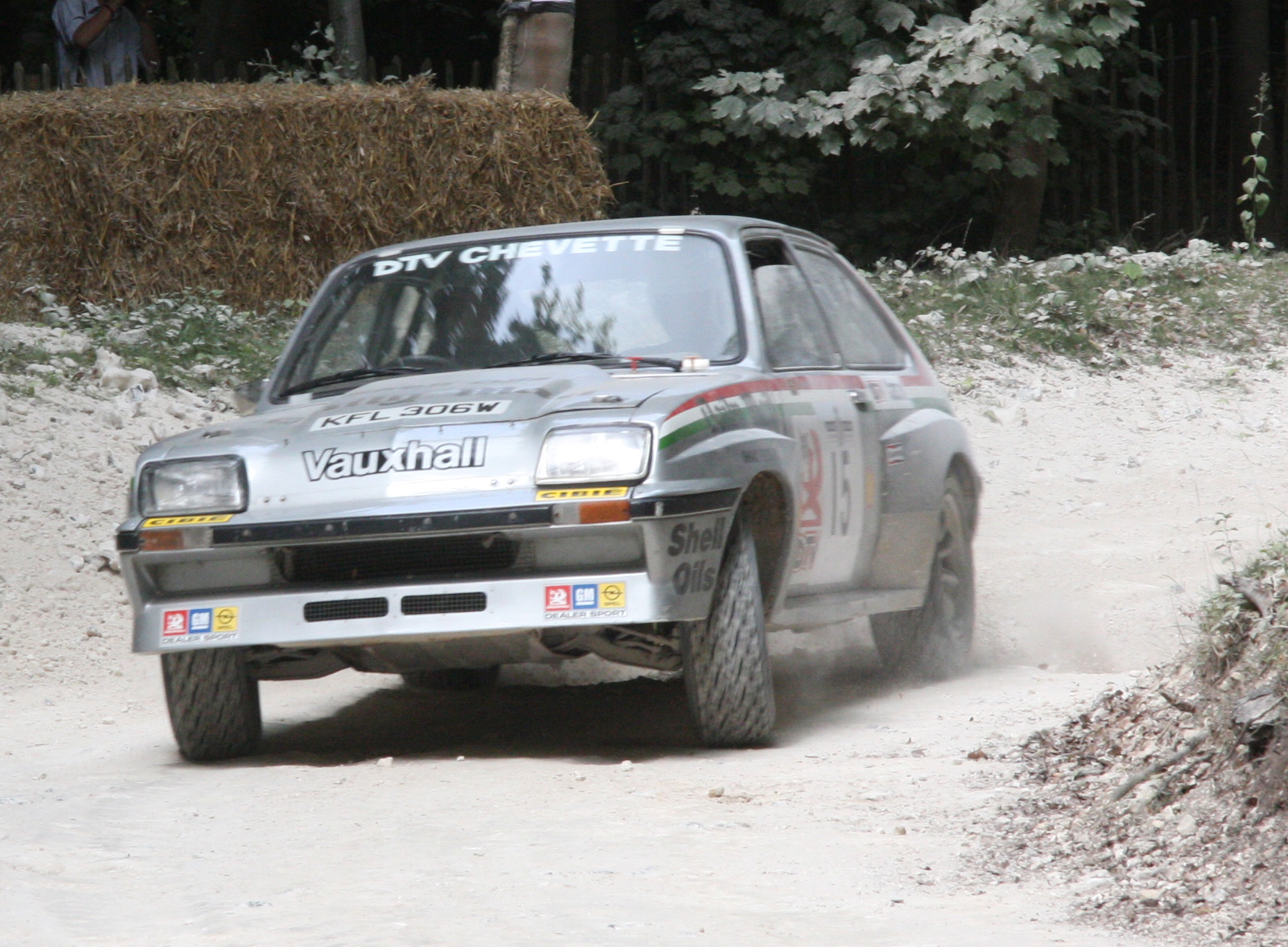
Une Vauxhall Chevette HSR semblable à celle de Tony Pond, animateur malchanceux de la première étape.

Les équipages repartent de Washington après une courte pause, en direction de Chester. Le retour s'effectue sans difficulté notoire pour Mikkola, qui profite des secteurs enneigés et d'une petite sortie de route de Vatanen dans la forêt d'Hamsterley pour accentuer son avance, désormais de cinq minutes sur Pond. Relégué à la troisième place à près d'une demi-minute de la Vauxhall, Vatanen va progressivement revenir sur le pilote britannique. Pond perd du temps dans le secteur de Langdale, disputé dans de mauvaises conditions (neige et grêle), permettant à Vatanen de reprendre la seconde place. Le Britannique réalise une belle performance dans la spéciale de Wykeham et reprend momentanément l'avantage sur son adversaire avant que le bris d’un demi-arbre de sa Vauxhall ne le contraigne à l'abandon dans le secteur suivant. Mikkola, qui a enchaîné une série de meilleurs temps, compte alors près de huit minutes et demie d'avance sur Vatanen, suivi à trois minutes de Michèle Mouton. Il creuse encore l'écart dans les quatre épreuves suivantes et c'est avec près de dix minutes de marge qu'il rallie le parc fermé de Chester. Toujours troisième, sa coéquipière est à douze minutes et demie. Elle devance Blomqvist, largement en tête du groupe 2 depuis la crevaison ayant retardé Fréquelin, désormais dixième à près de vingt-trois minutes et qui a perdu une bonne part de ses chances de remporter le titre mondial. Près de la moitié des concurrents ont abandonné au cours de cette première étape.
| Pos. | Pilote            | Copilote              | Voiture                 | Groupe | Temps           | Écart         |
| ---- | ----------------- | --------------------- | ----------------------- | ------ | --------------- | ------------- |
| 1    | Hannu Mikkola     | Arne Hertz            | Audi Quattro            | 4      | 4 h 44 min 42 s |               |
| 2    | Ari Vatanen       | David Richards        | Ford Escort RS1800      | 4      | 4 h 54 min 24 s | + 9 min 42 s  |
| 3    | Michèle Mouton    | Fabrizia Pons         | Audi Quattro            | 4      | 4 h 57 min 14 s | + 12 min 32 s |
| 4    | Stig Blomqvist    | Björn Cederberg       | Talbot Sunbeam Lotus    | 2      | 4 h 58 min 49 s | + 14 min 07 s |
| 5    | Jimmy McRae       | Ian Grindrod          | Opel Ascona 400         | 4      | 5 h 00 min 15 s | + 15 min 33 s |
| 6    | Pentti Airikkala  | Phil Short            | Ford Escort RS1800      | 4      | 5 h 01 min 39 s | + 16 min 57 s |
| 7    | Per Eklund        | Ragnar Spjuth         | Toyota Celica 2000 GT   | 4      | 5 h 03 min 23 s | + 18 min 41 s |
| 8    | Jean Ragnotti     | Martin Holmes         | Renault 5 Turbo         | 4      | 5 h 05 min 13 s | + 20 min 31 s |
| 9    | Anders Kulläng    | Bruno Berglund        | Mitsubishi Lancer Turbo | 4      | 5 h 05 min 49 s | + 21 min 07 s |
| 10   | Guy Fréquelin     | Jean Todt             | Talbot Sunbeam Lotus    | 2      | 5 h 07 min 27 s | + 22 min 45 s |
| 11   | Sören Nilsson     | Anders Olsson         | Datsun 160J PA10        | 4      | 5 h 08 min 28 s | + 23 min 46 s |
| 12   | Terry Kaby        | Arthur Rob            | Toyota Celica 2000 GT   | 4      | 5 h 11 min 20 s | + 26 min 38 s |
| 13   | John Buffum       | Neil Wilson           | Triumph TR7 V8          | 4      | 5 h 12 min 31 s | + 27 min 49 s |
| 14   | Willie Rutherford | John Brown            | Ford Escort RS1800      | 4      | 5 h 14 min 16 s | + 29 min 34 s |
| 15   | Francis Tuthill   | Felicity Golding-Kerr | Ford Escort RS1800      | 4      | 5 h 15 min 37 s | + 30 min 55 s |
| 16   | Roger Clark       | Chris Searle          | Ford Escort RS1800      | 4      | 5 h 17 min 12 s | + 32 min 30 s |
| 17   | Lasse Lampi       | Pentti Kuukkala       | Ford Escort RS1800      | 4      | 5 h 17 min 48 s | + 33 min 06 s |
| 18   | Mike Stuart       | Frank Rowlands        | Ford Escort RS1800      | 4      | 5 h 21 min 18 s | + 36 min 36 s |
| 19   | Peter Geitel      | Mike Wood             | Datsun 160J PA10        | 2      | 5 h 22 min 00 s | + 37 min 18 s |
| 20   | Rod Millen        | Bryan Harris          | Mazda RX-7              | 2      | 5 h 22 min 19 s | + 37 min 37 s |

### Deuxième étape
Les soixante-dix-sept concurrents restant en course repartent de Chester le mardi matin, vers le Pays de Galles. Le parcours difficile convient bien aux Audi, Mikkola et Mouton se montrant régulièrement aux avant-postes. La Française parvient à reprendre près d'une minute sur Vatanen avant que des problèmes de suspension et de boîte de vitesses ne lui fasse perdre toute chance de viser la seconde place. Elle va se faire alors dépasser par Blomqvist, puis par McRae, avant que son assistance ne parvienne à régler les problèmes. L'abandon du pilote écossais (demi-arbre cassé) va permettre à la seconde Audi de revenir en quatrième position, à plus de deux minutes de Blomqvist. La bataille pour la troisième place n'aura cependant pas lieu, Mouton perdant désormais régulièrement du terrain sur le Suédois avant d'être éliminée sur sortie de route dans le secteur de Beddgelert, la Quattro étant tombée dix mètres en contrebas de la piste. En tête, les positions sont acquises et Mikkola, après une fin de parcours sans incident, remporte aisément sa troisième victoire au RAC, onze minutes devant Vatanen qui, grâce à sa seconde place, obtient le titre de champion du monde. Grâce à Blomqvist, troisième au classement général et vainqueur du groupe 2, Talbot s'adjuge le championnat des constructeurs, tandis que la victoire en groupe 1 revient au Britannique Terry Pankhurst, sur Ford Escort. Constamment retardé par des problèmes d'amortisseurs sur sa Renault 5 Turbo, Jean Ragnotti n'a pu faire mieux que cinquième, derrière la Ford d'Airikkala.

### Classements intermédiaires
Classements intermédiaires des pilotes après chaque épreuve spéciale

### Classement général

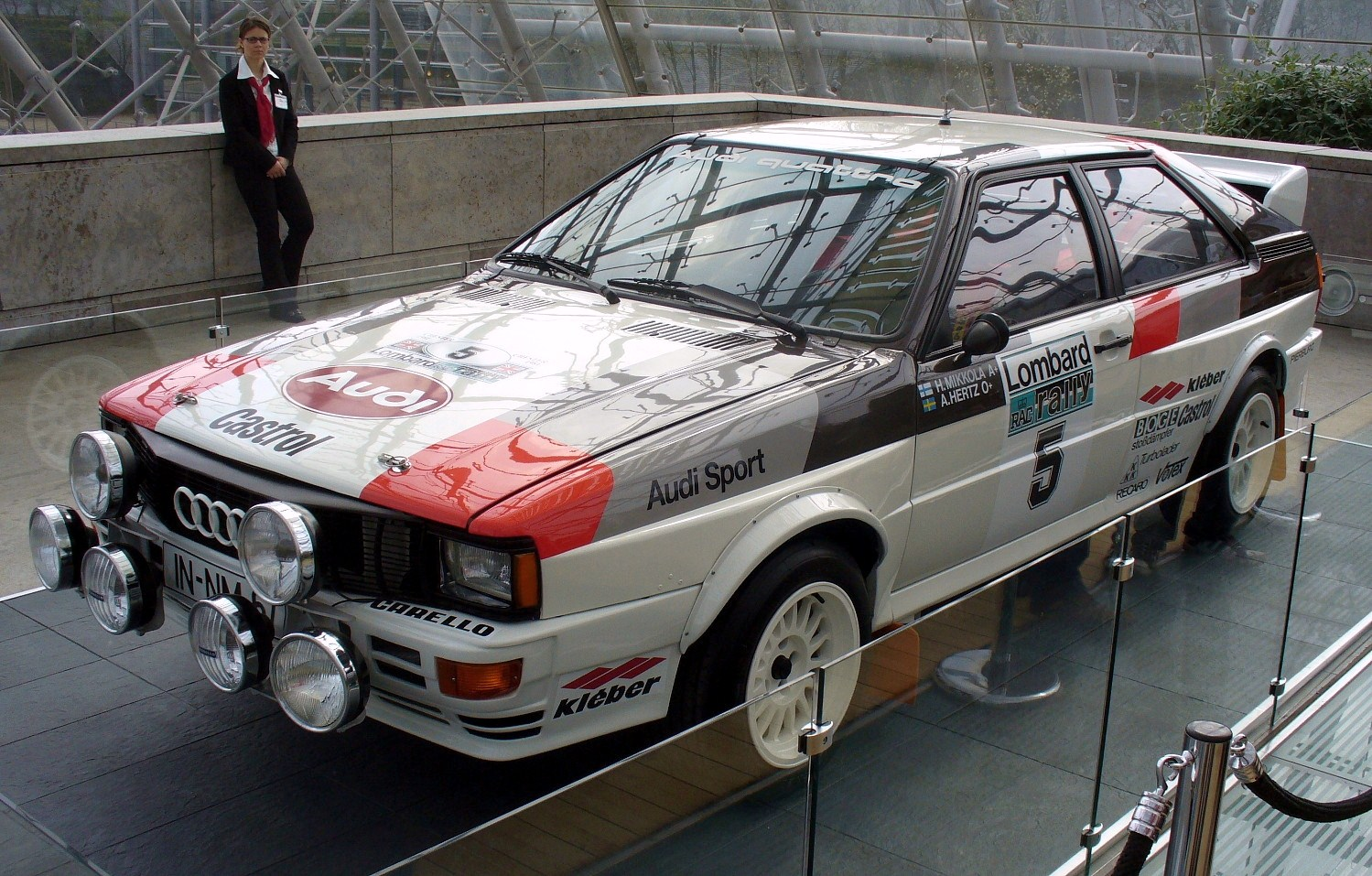
Après la victoire de Michèle Mouton en Italie, l'Audi Quattro clôt la saison avec un nouveau succès, aux mains d'Hannu Mikkola.

| Pos | No | Pilote           | Copilote        | Voiture                 | Temps           | Écart         | Groupe |
| --- | -- | ---------------- | --------------- | ----------------------- | --------------- | ------------- | ------ |
| 1   | 5  | Hannu Mikkola    | Arne Hertz      | Audi Quattro            | 8 h 30 min 00 s |               | 4      |
| 2   | 2  | Ari Vatanen      | David Richards  | Ford Escort RS1800      | 8 h 41 min 05 s | + 11 min 05 s | 4      |
| 3   | 14 | Stig Blomqvist   | Björn Cederberg | Talbot Sunbeam Lotus    | 8 h 43 min 36 s | + 13 min 36 s | 2      |
| 4   | 12 | Pentti Airikkala | Phil Short      | Ford Escort RS1800      | 8 h 48 min 43 s | + 18 min 43 s | 4      |
| 5   | 9  | Jean Ragnotti    | Martin Holmes   | Renault 5 Turbo         | 8 h 53 min 55 s | + 23 min 55 s | 4      |
| 6   | 13 | Per Eklund       | Ragnar Spjuth   | Toyota Celica 2000 GT   | 8 h 54 min 54 s | + 24 min 54 s | 4      |
| 7   | 54 | Sören Nilsson    | Anders Olsson   | Datsun 160J PA10        | 8 h 57 min 20 s | + 27 min 20 s | 4      |
| 8   | 20 | Terry Kaby       | Arthur Rob      | Toyota Celica 2000 GT   | 9 h 01 min 18 s | + 31 min 18 s | 4      |
| 9   | 11 | Anders Kulläng   | Bruno Berglund  | Mitsubishi Lancer Turbo | 9 h 05 min 22 s | + 35 min 22 s | 4      |
| 10  | 22 | Roger Clark      | Chris Searle    | Ford Escort RS1800      | 9 h 08 min 24 s | + 38 min 24 s | 4      |

### Équipages de tête

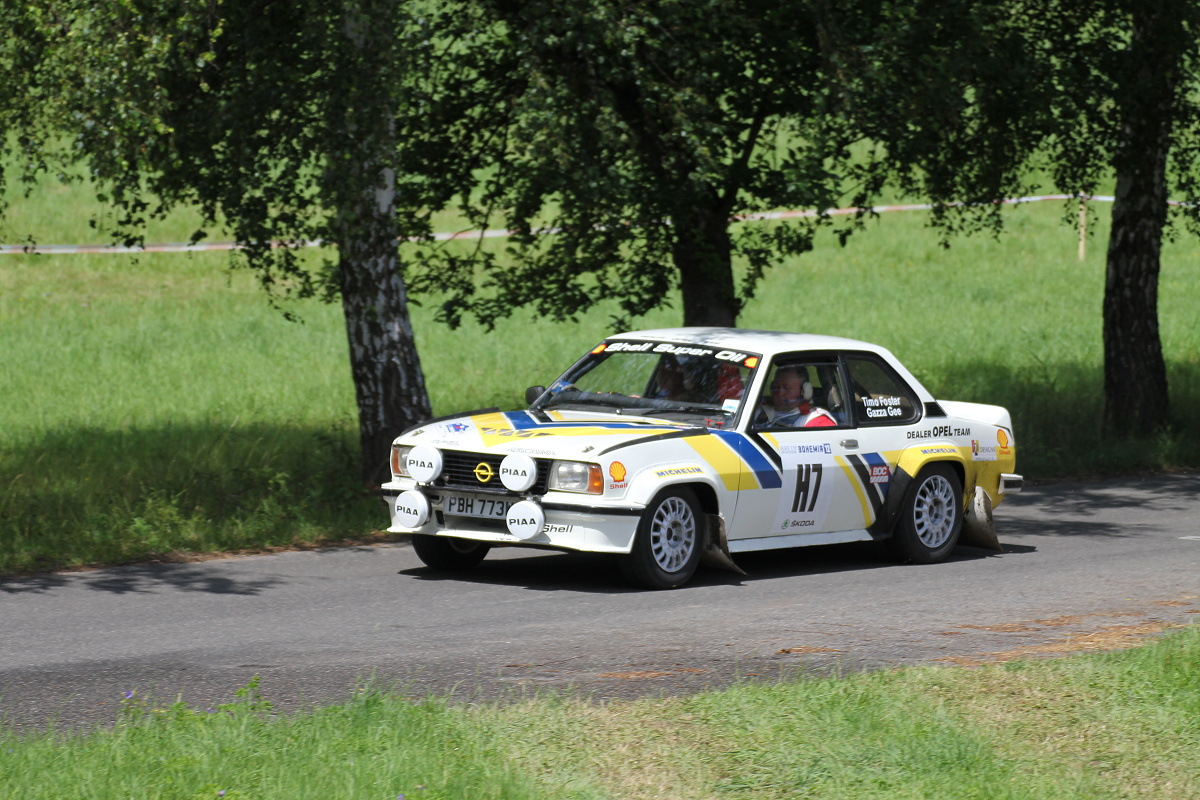
Une Opel Ascona 400 aux couleurs du Dealer Opel Team, semblable à celle de McRae, premier leader du rallye.

- ES1 :  Tony Pond -  Michael Nicholson (Vauxhall Chevette 2300 HSR) &  Jimmy McRae -  Ian Grindrod (Opel Ascona 400)
- ES2 à ES6 :  Hannu Mikkola -  Arne Hertz (Audi Quattro)
- ES7 à ES10 :  Tony Pond -  Michael Nicholson (Vauxhall Chevette 2300 HSR)
- ES11 à ES65 :  Hannu Mikkola -  Arne Hertz (Audi Quattro)

### Vainqueurs d'épreuves spéciales
- Hannu Mikkola -  Arne Hertz (Audi Quattro) : 25 spéciales (ES 2 à 6, 11, 13, 14, 21, 22, 24 à 31, 37 à 43)
- Pentti Airikkala -  Phil Short (Ford Escort RS1800) : 10 spéciales (ES 17, 33, 44, 48 à 51, 54, 55, 65)
- Ari Vatanen -  David Richards (Ford Escort RS1800) : 7 spéciales (ES 15, 20, 45, 53, 60, 64, 65)
- Henri Toivonen -  Fred Gallagher (Talbot Sunbeam Lotus) : 4 spéciales (ES 8, 16, 18, 19)
- Michèle Mouton -  Fabrizia Pons (Audi Quattro) : 4 spéciales (ES 7, 36, 37, 39)
- Jimmy McRae -  Ian Grindrod (Opel Ascona 400) : 4 spéciales (ES 1, 12, 37, 42)
- Jean Ragnotti -  Martin Holmes (Renault 5 Turbo) : 4 spéciales (ES 22, 34, 52, 59)
- Roger Clark -  Chris Searle (Ford Escort RS1800) : 4 spéciales (ES 60 à 63)
- Tony Pond -  Michael Nicholson (Vauxhall Chevette 2300 HSR) : 3 spéciales (ES 1, 10, 23)
- Per Eklund -  Ragnar Spjuth (Toyota Celica 2000 GT) : 3 spéciales (ES 46, 47, 54)
- Stig Blomqvist -  Björn Cederberg (Talbot Sunbeam Lotus) : 3 spéciales (ES 32, 57, 62)
- Sören Nilsson -  Anders Olsson (Datsun 160J PA10) : 2 spéciales (ES 45, 58)
- Markku Alén -  Ilkka Kivimäki (Lancia Stratos HF) : 1 spéciale (ES 8)
- Malcolm Wilson -  Terry Harryman (Ford Escort RS1800) : 1 spéciale (ES 9)
- Anders Kulläng -  Bruno Berglund (Mitsubishi Lancer Turbo) : 1 spéciale (ES 35)
- Terry Kaby -  Arthur Rob (Toyota Celica 2000 GT) : 1 spéciale (ES 47)
- Terry Pankhurst -  Roger Freeman (Ford Escort RS2000) : 1 spéciale (ES 56)

## Résultats des principaux engagés
| No | Pilote            | Copilote              | Voiture                    | Groupe | Classement général                                           | Class. groupe |
| -- | ----------------- | --------------------- | -------------------------- | ------ | ------------------------------------------------------------ | ------------- |
| 1  | Henri Toivonen    | Fred Gallagher        | Talbot Sunbeam Lotus       | 2      | ab. après la 19e spéciale (moteur)                           | -             |
| 2  | Ari Vatanen       | David Richards        | Ford Escort RS1800         | 4      | 2e à 11 min 05 s                                             | 2e            |
| 3  | Markku Alén       | Ilkka Kivimäki        | Lancia Stratos HF          | 4      | ab. dans la 20e spéciale (sortie de route)                   | -             |
| 4  | Guy Fréquelin     | Jean Todt             | Talbot Sunbeam Lotus       | 2      | ab. dans la 51e spéciale (sortie de route)                   | -             |
| 5  | Hannu Mikkola     | Arne Hertz            | Audi Quattro               | 4      | 1er                                                          | 1er           |
| 6  | Tony Pond         | Michael Nicholson     | Vauxhall Chevette 2300 HSR | 4      | ab. dans la 29e spéciale (demi-arbre)                        | -             |
| 7  | Timo Salonen      | Seppo Harjanne        | Datsun Violet GT           | 4      | ab. dans la 28e spéciale (moteur)                            | -             |
| 8  | Björn Waldegård   | Hans Thorszelius      | Toyota Celica 2000 GT      | 4      | ab. dans la 11e spéciale (suspension)                        | -             |
| 9  | Jean Ragnotti     | Martin Holmes         | Renault 5 Turbo            | 4      | 5e à 35 min 22 s                                             | 4e            |
| 10 | Michèle Mouton    | Fabrizia Pons         | Audi Quattro               | 4      | ab. dans la 58e spéciale (sortie de route)                   | -             |
| 11 | Anders Kulläng    | Bruno Berglund        | Mitsubishi Lancer Turbo    | 4      | 9e à 23 min 55 s                                             | 8e            |
| 12 | Pentti Airikkala  | Phil Short            | Ford Escort RS1800         | 4      | 4e à 18 min 43 s                                             | 3e            |
| 13 | Per Eklund        | Ragnar Spjuth         | Toyota Celica 2000 GT      | 4      | 6e à 24 min 54 s                                             | 5e            |
| 14 | Stig Blomqvist    | Björn Cederberg       | Talbot Sunbeam Lotus       | 2      | 3e à 13 min 36 s                                             | 1er           |
| 16 | Jimmy McRae       | Ian Grindrod          | Opel Ascona 400            | 4      | ab. dans la 46e spéciale (demi-arbre)                        | -             |
| 17 | Russell Brookes   | Mike Broad            | Talbot Sunbeam Lotus       | 2      | ab. dans la 6e spéciale (sortie de route)                    | -             |
| 18 | Malcolm Wilson    | Terry Harryman        | Ford Escort RS1800         | 4      | ab. dans la 17e spéciale (sortie de route)                   | -             |
| 19 | Lasse Lampi       | Pentti Kuukkala       | Ford Escort RS1800         | 4      | ab. dans la 35e spéciale (embrayage)                         | -             |
| 20 | Terry Kaby        | Arthur Rob            | Toyota Celica 2000 GT      | 4      | 8e à 31 min 18 s                                             | 7e            |
| 21 | Björn Johansson   | Sven-Erik Andersson   | Opel Ascona 400            | 4      | ab. dans la 11e spéciale (sortie de route)                   | -             |
| 22 | Roger Clark       | Chris Searle          | Ford Escort RS1800         | 4      | 10e à 38 min 24 s                                            | 9e            |
| 23 | Bruno Saby        | Jean-Marc Andrié      | Renault 5 Turbo            | 4      | ab. après la 11e spéciale (à la suite d'une sortie de route) | -             |
| 24 | John Buffum       | Neil Wilson           | Triumph TR7 V8             | 4      | ab. dans la 38e spéciale (moteur)                            | -             |
| 25 | Andy Dawson       | Kevin Gormley         | Datsun Bluebird Turbo      | 4      | ab. dans la 24e spéciale (moteur)                            | -             |
| 26 | Rod Millen        | Bryan Harris          | Mazda RX-7                 | 2      | 11e à 45 min 44 s                                            | 2e            |
| 27 | Andrew Cowan      | Derek Tucker          | Mitsubishi Lancer Turbo    | 4      | ab. dans la 51e spéciale (sortie de route)                   | -             |
| 35 | Malcolm Patrick   | Brian Rainbow         | Opel Ascona 400            | 4      | ab. dans la 20e spéciale (sortie de route)                   | -             |
| 36 | Antero Laine      | Juha Piironen         | Mitsubishi Lancer Turbo    | 4      | ab. dans la 46e spéciale (moteur)                            | -             |
| 39 | Willie Rutherford | John Brown            | Ford Escort RS1800         | 4      | ab. dans la 37e spéciale (sortie de route)                   | -             |
| 40 | Mike Stuart       | Frank Rowlands        | Ford Escort RS1800         | 4      | ab. dans la 40e spéciale (radiateur)                         | -             |
| 41 | Francis Tuthill   | Felicity Golding-Kerr | Ford Escort RS1800         | 4      | 12e à 52 min 47 s                                            | 10e           |
| 44 | Chris Lord        | Ernest Colin Waldron  | Talbot Sunbeam Lotus       | 2      | 13e à 59 min 22 s                                            | 3e            |
| 45 | Julian Raymond    | Guy Hodgson           | Ford Escort RS1800         | 4      | 28e à 2 h 06 min 44 s                                        | 13e           |
| 52 | Peter Geitel      | Mike Wood             | Datsun 160J PA10           | 2      | 14e à 1 h 05 min 20 s                                        | 4e            |
| 54 | Sören Nilsson     | Anders Olsson         | Datsun 160J PA10           | 4      | 7e à 27 min 20 s                                             | 6e            |
| 56 | Mats Jonsson      | Johnny Johansson      | Volvo 142                  | 2      | 16e à 1 h 09 min 26 s                                        | 5e            |
| 59 | Terry Pankhurst   | Roger Freeman         | Ford Escort RS2000         | 1      | 15e à 1 h 07 min 58 s                                        | 1er           |

## Classements finaux des championnats du monde

### Constructeurs
- attribution des points : 10, 9, 8, 7, 6, 5, 4, 3, 2, 1 respectivement aux dix premières marques de chaque épreuve, additionnés de 8, 7, 6, 5, 4, 3, 2, 1 respectivement aux huit premières de chaque groupe (seule la voiture la mieux classée de chaque constructeur marque des points). Les points de groupe ne sont attribués qu'aux concurrents ayant terminé dans les dix premiers au classement général.
- seuls les sept meilleurs résultats (sur dix épreuves) sont retenus pour le décompte final des points. Talbot doit donc décompter les onze points acquis en Finlande, Datsun les onze points acquis en Grande-Bretagne et Ford les trois points acquis en Côte d’Ivoire.

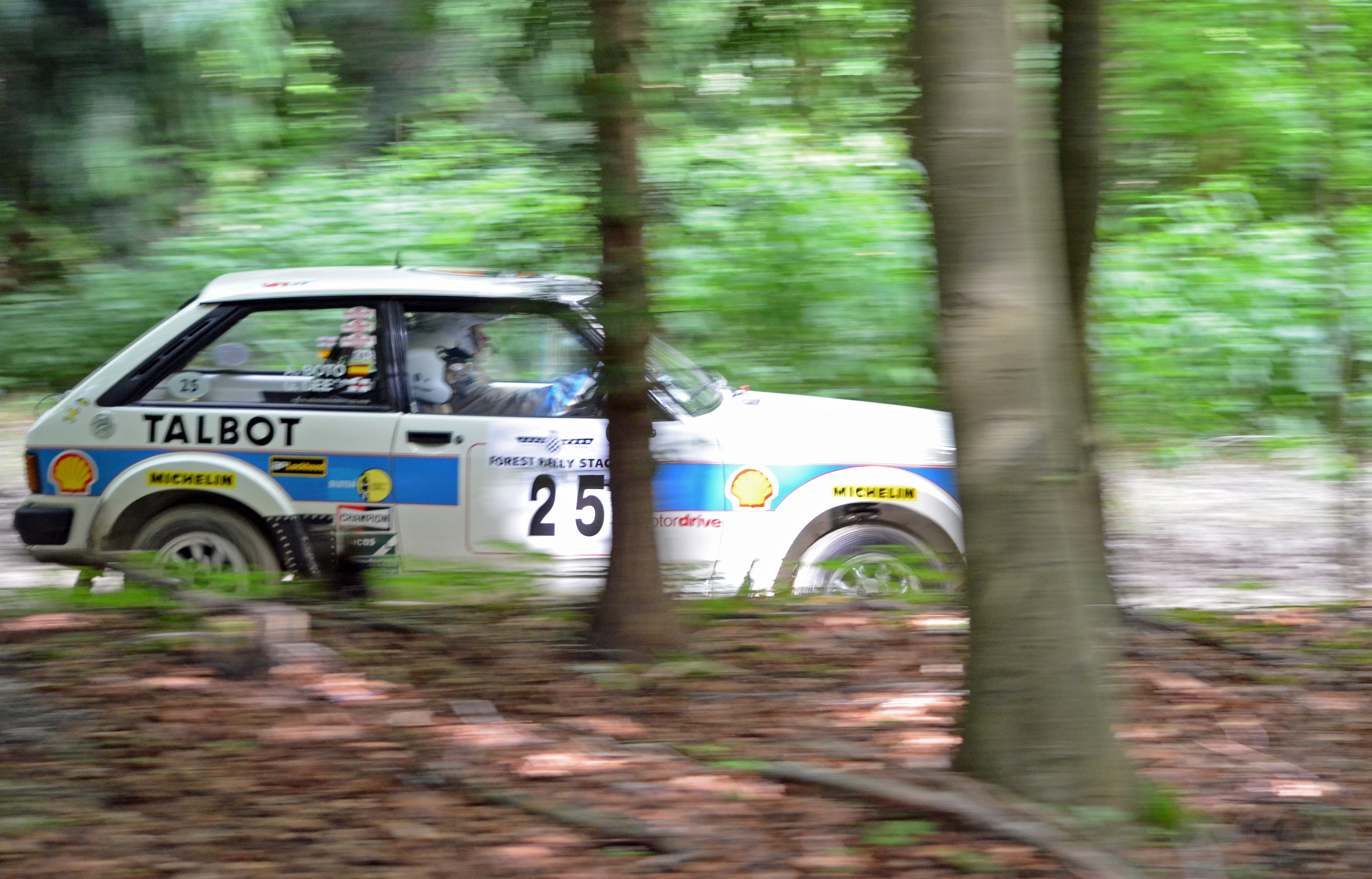
Imbattable en groupe 2, la Sunbeam Lotus a permis à Talbot de s'adjuger le titre mondial.

| Pos. | Marque     | Points    | M-C   | POR  | SAF  | COR  | ACR  | ARG  | FIN   | SAN  | CIV   | RAC   |
| ---- | ---------- | --------- | ----- | ---- | ---- | ---- | ---- | ---- | ----- | ---- | ----- | ----- |
| 1    | Talbot     | 117 (128) | 9+8   | 9+8  | -    | 9+8  | 7+8  | 10+8 | (3+8) | 9+8  | -     | 8+8   |
| 2    | Datsun     | 106 (117) | -     | 6+7  | 10+8 | 8+7  | 6+7  | 9+8  | 7+5   | -    | 10+8  | (4+7) |
| 3    | Ford       | 90 (99)   | (3+3) | 4+5  | -    | 4+8  | 10+8 | 5+5  | 10+8  | 4+3  | (2+1) | 9+7   |
| 4    | Opel       | 69        | 8+7   | 3+8  | 6+6  | 1+7  | -    | -    | 5+3   | 8+7  | -     | -     |
| 5    | Audi       | 63        | -     | 7+6  | -    | -    | -    | -    | 8+6   | 10+8 | -     | 10+8  |
| 5=   | Fiat       | 63        | 4+4   | 10+8 | -    | -    | 9+7  | -    | 9+7   | 3+2  | -     | -     |
| 7    | Renault    | 61        | 10+8  | -    | -    | 2+5  | 4+6  | 7+8  | -     | -    | -     | 6+5   |
| 8    | Toyota     | 54        | -     | 8+7  | -    | 5+6  | -    | -    | 2+1   | -    | 9+7   | 5+4   |
| 9    | Peugeot    | 37        | -     | -    | 5+5  | -    | 1+3  | 6+6  | -     | -    | 6+5   | -     |
| 10   | Lancia     | 28        | 5+5   | -    | -    | 10+8 | -    | -    | -     | -    | -     | -     |
| 11   | Porsche    | 19        | 2+2   | -    | -    | 7+8  | -    | -    | -     | -    | -     | -     |
| 12   | Škoda      | 8         | -     | -    | -    | -    | 3+5  | -    | -     | -    | -     | -     |
| 13   | Dodge      | 7         | -     | -    | 2+5  | -    | -    | -    | -     | -    | -     | -     |
| 14   | Mitsubishi | 4         | -     | -    | -    | -    | -    | -    | 1+0   | -    | -     | 2+1   |

### Pilotes
- attribution des points : 20, 15, 12, 10, 8, 6, 4, 3, 2, 1 respectivement aux dix premiers de chaque épreuve.
- seuls les sept meilleurs résultats (sur douze épreuves) sont retenus pour le décompte final des points.

| Pos. | Pilote           | Marque            | Points | M-C | SUE | POR | SAF | COR | ACR | ARG | BRE | FIN | SAN | CIV | RAC |
| ---- | ---------------- | ----------------- | ------ | --- | --- | --- | --- | --- | --- | --- | --- | --- | --- | --- | --- |
| 1    | Ari Vatanen      | Ford              | 96     | -   | 15  | -   | -   | -   | 20  | -   | 20  | 20  | 4   | 2   | 15  |
| 2    | Guy Fréquelin    | Talbot, Peugeot¹  | 89     | 15  | -   | 6   | -   | 15  | 10  | 20  | 15  | -   | -   | 8¹  | -   |
| 3    | Hannu Mikkola    | Audi              | 62     | -   | 20  | -   | -   | -   | -   | -   | -   | 12  | 10  | -   | 20  |
| 4    | Markku Alén      | Fiat              | 56     | 4   | -   | 20  | -   | -   | 15  | -   | -   | 15  | 2   | -   | -   |
| 5    | Shekhar Mehta    | Datsun            | 55     | -   | -   | -   | 20  | -   | 8   | 15  | -   | -   | -   | 12  | -   |
| 6    | Timo Salonen     | Datsun            | 40     | -   | -   | -   | 10  | -   | -   | -   | -   | 10  | -   | 20  | -   |
| 7    | Henri Toivonen   | Talbot            | 38     | 8   | -   | 15  | -   | -   | -   | -   | -   | -   | 15  | -   | -   |
| 8    | Michèle Mouton   | Audi              | 30     | -   | -   | 10  | -   | -   | -   | -   | -   | -   | 20  | -   | -   |
| 8=   | Pentti Airikkala | Ford              | 30     | -   | 12  | -   | -   | -   | -   | -   | -   | 8   | -   | -   | 10  |
| 10   | Per Eklund       | Porsche, Toyota¹  | 29     | -   | 2   | -   | -   | 6¹  | -   | -   | -   | -   | -   | 15¹ | 6¹  |
| 11   | Jean Ragnotti    | Renault           | 28     | 20  | -   | -   | -   | -   | -   | -   | -   | -   | -   | -   | 8   |
| 12   | Bernard Darniche | Lancia            | 26     | 6   | -   | -   | -   | 20  | -   | -   | -   | -   | -   | -   | -   |
| 13   | Stig Blomqvist   | Saab, Talbot¹     | 23     | -   | 8   | -   | -   | -   | -   | -   | -   | 3¹  | -   | -   | 12¹ |
| 14   | Jorge Recalde    | Datsun            | 22     | -   | -   | -   | -   | -   | -   | 12  | 10  | -   | -   | -   | -   |
| 14=  | Anders Kulläng   | Opel, Mitsubishi¹ | 22     | 10  | 10  | -   | -   | -   | -   | -   | -   | -   | -   | -   | 2¹  |
| 16   | Jochi Kleint     | Opel              | 20     | 12  | -   | -   | 8   | -   | -   | -   | -   | -   | -   | -   | -   |
| 16=  | Tony Pond        | Datsun            | 20     | -   | -   | 8   | -   | 12  | -   | -   | -   | -   | -   | -   | -   |
| 18   | Björn Waldegård  | Ford, Toyota¹     | 17     | 3   | -   | 12¹ | -   | -   | -   | -   | -   | 2¹  | -   | -   | -   |
| 19   | Rauno Aaltonen   | Datsun            | 15     | -   | -   | -   | 15  | -   | -   | -   | -   | -   | -   | -   | -   |
| 20   | Mike Kirkland    | Datsun            | 12     | -   | -   | -   | 12  | -   | -   | -   | -   | -   | -   | -   | -   |
| 20=  | Attilio Bettega  | Fiat              | 12     | -   | -   | -   | -   | -   | 12  | -   | -   | -   | -   | -   | -   |
| 20=  | Domingo De Vitta | Ford              | 12     | -   | -   | -   | -   | -   | -   | -   | 12  | -   | -   | -   | -   |
| 20=  | 'Tony'           | Opel              | 12     | -   | -   | -   | -   | -   | -   | -   | -   | -   | 12  | -   | -   |
| 20=  | Björn Johansson  | Opel              | 12     | -   | 6   | -   | -   | -   | -   | -   | -   | 6   | -   | -   | -   |
| 25   | Terry Kaby       | Datsun            | 11     | -   | -   | -   | -   | 8   | -   | -   | -   | -   | -   | -   | 3   |